# Martina Di Centa
Martina Di Centa (Tolmezzo, 6 marzo 2000) è una fondista italiana.

## Biografia
Nata a Tolmezzo, in provincia di Udine, nel 2000, è figlia del fondista Giorgio Di Centa e nipote della fondista Manuela Di Centa, ex atleti di altissimo livello.
Cresciuta nell'US Aldo Moro, esordisce in Coppa del Mondo nella prima tappa del Tour de Ski, il 1º gennaio 2021, in Val Müstair in Svizzera arrivando 61ª nella Sprint. Partecipa ai Mondiali di Oberstdorf 2021 chiudendo 35ª nello skiathlon.
A 21 anni partecipa ai Giochi olimpici di Pechino 2022 nello skiathlon, che chiude al 36º posto in 49'22"8, e si è piazzata 37ª nella 10 km 34ª nella 30 km, e 8ª nella staffetta; ai Mondiali di Planica 2023 è stata 33ª nella 10 km e 34ª nella 30 km e a quelli di Trondheim 2025 si è classificata 26ª nella 10 km, 29ª nello skiathlon e 7ª nella staffetta.

## Palmarès

### Coppa del Mondo
- Miglior piazzamento in classifica generale: 81ª nel 2023